# Kulundpea Records
Kulundpea Records é uma gravadora estoniana de rock.